# Maria Domenica Brun Barbantini
Maria Domenica Brun Barbantini (ur. 17 stycznia 1789 w Lukce; zm. 22 maja 1868 tamże) – włoska zakonnica, Błogosławiona Kościoła katolickiego.

## Życiorys
Mając 22 lata wyszła za mąż, jednak jej mąż zmarł pół roku później po ślubie. Z tego związku miała syna, który zmarł w wieku 8 lat. Założyła Zgromadzenie Sióstr Służących Chorym św. Kamila. Zmarła w opinii świętości mając 79 lat.
Została beatyfikowana przez Jana Pawła II 7 maja 1995 roku.